# Astyochia lachesis
Astyochia lachesis är en fjärilsart som beskrevs av William Schaus 1912. Astyochia lachesis ingår i släktet Astyochia och familjen mätare. Inga underarter finns listade i Catalogue of Life.